# 馬場基
馬場 基（ばば はじめ、1972年 - ）は、日本の日本史学者、京都大学客員准教授。専門は日本古代史。

## 人物・来歴
東京都築地生まれ、武蔵野育ち。東京大学文学部国史学科を卒業し、同大学院博士課程を中退した。独立行政法人国立文化財機構・奈良文化財研究所都城発掘調査部主任研究員、京都大学大学院人間・環境学研究科客員准教授、全国だるまさんがころんだ選手権実行委員長。

## 著書
- 『平城京に暮らす 天平びとの泣き笑い』吉川弘文館 歴史文化ライブラリー、2010年 ISBN　9784642056885
- 『日本古代木簡論』吉川弘文館、2018年 ISBN　9784642046473

### 共編著・監修
- 『地図とデータでよくわかる日本史 もう一度学ぶ"基本の60テーマ"』（木村直樹・橋本雄・松沢裕作と共監修）JTBパブリッシング<JTBのMOOK>、2013年
- 石塚晴通（監修）『漢字字體史研究 2』（高田智和・横山詔一との共編）勉誠出版、2016年
- 『万葉集であるく奈良』（上野誠・蜂飼耳との共著）新潮社<とんぼの本>、2019年10月
- 『古代の食を再現する みえてきた食事と生活習慣病』（三舟隆之との共編）吉川弘文館、2021年6月　ISBN　9784642046619
- 『古代寺院の食を再現する　西大寺では何を食べていたのか 』（三舟隆之との共編）吉川弘文館、2021年6月　ISBN　9784642046732
- 『カツオの古代学　和食文化の源流をたどる』（三舟隆之との共編） 吉川弘文館、2024年5月　ISBN　9784642046831